# Исполняющий обязанности президента США
См. также Исполняющий обязанности
Исполняющий обязанности президента США (англ. Acting President of the United States) — обозначение должностного лица, осуществляющего полномочия президента США, не занимая эту высшую должность.

## Первоначальная редакция и правовые вопросы
В первоначальной редакции Конституции США 1787 года указано (ст. II, раздел 1):

В случае отстранения Президента от должности или его смерти, отставки либо неспособности осуществлять полномочия и обязанности названной должности таковые (или: таковая) (the same) переходят к вице-президенту; в случае отстранения, смерти, отставки или неспособности как Президента, так и вице-президента Конгресс может принять закон, указывающий, какое должностное лицо будет действовать в качестве Президента; такое должностное лицо выполняет соответствующие обязанности, пока не устранена причина неспособности Президента выполнять свои обязанности или не избран новый Президент.
Данная формулировка подразумевает, что вице-президент США или иное лицо согласно закону может исполнять обязанности президента США, однако оставляет открытым вопрос о том, становится ли вице-президент в таком случае президентом (так как неясно, к чему относится «the same» — к «полномочиям и обязанностям» или к самой «названной должности»). Кроме того, временное исполнение обязанностей до возвращения президента к должности как будто бы может осуществляться только «таким должностным лицом», которое вице-президентом не является. Никак не указано, каким образом определяется «неспособность осуществлять полномочия или обязанности», а также устранение причины этой неспособности.
Первый прецедент исполнения данного положения имел место 4 апреля 1841 года, когда скончался президент Уильям Генри Гаррисон. Вице-президент США Джон Тайлер истолковал текст раздела 1 ст. II Конституции в смысле перехода должности, а не «полномочия и обязанностей», и вместо «исполняющего обязанности президента США» провозгласил себя полноправным президентом США и принёс присягу. Такое толкование было принято как фактическая прецедентная норма, и после кончины в должности каждого президента вице-президент немедленно приносил присягу и становился до истечения действующего срока президентом США. Ни единого случая, когда в случае смерти президента была вакансия на вице-президентскую должность, не было (поэтому никогда не возникало надобности в исполнении этих полномочий неким третьим должностным лицом). Наконец, отсутствие конституционного определения «неспособности осуществлять полномочия и обязанности» привело к тому, что никогда, даже в случаях, когда президенты серьёзно болели, их полномочия прижизненно не передавались вице-президентам (или в случае вакансии на вице-президентской должности — иным должностным лицам, идущим дальше в порядке наследования). В частности, в 1919 году президент Вудро Вильсон перенёс тяжёлый инсульт и до истечения своего срока 4 марта 1921 года был недееспособен. Однако ближний круг президента во главе с его женой полностью изолировал вице-президента Томаса Маршалла от хода президентской переписки, подписания бумаг и прочего; сам Маршалл не рискнул взять на себя ответственность принять полномочия исполняющего обязанности президента, хотя другие политические силы призывали его сделать это.[уточнить] Никогда не было передачи полномочий во время многочисленных болезней Франклина Рузвельта и тому подобное. Таким образом, понятие «исполняющий обязанности президента США» никогда не применялось до принятия Двадцать пятой поправки к Конституции США в 1967 году.

## Положения 1967 года
Двадцать пятая поправка внесла ясность в пассажи, остававшиеся тёмными в первой редакции Конституции. Во-первых, было чётко оговорено, что в случае кончины, отрешения от должности или отставки президента вице-президент становится президентом (раздел 1). Во-вторых, было введено положение о назначении вице-президента в случае вакансии на этой должности (ранее такая вакансия продолжалась до ближайших выборов) (раздел 2). В-третьих, было оговорено, каким образом определяется недееспособность главы государства. В обычном случае президент сам добровольно подаёт председателю pro tempore сената и спикеру палаты представителей «своё письменное заявление о том, что он не в состоянии осуществлять полномочия и обязанности своей должности, и пока он не передаст им письменное заявление обратного содержания, таковые полномочия и обязанности выполняются вице-президентом в качестве исполняющего обязанности Президента» (раздел 3). Президент может быть также временно отстранён от должности помимо воли, особой комиссией, которая может подать спикерам палат такое же заявление; туда входят «вице-президент и большинство высших должностных лиц исполнительных департаментов либо такого другого органа, который Конгресс может законом предусмотреть» (раздел 4). Из такого принудительного состояния недееспособности президент может выйти сам, подав отменяющее заявление со своей стороны. Если же при этом между президентом и остальными представителями исполнительной власти имеется конфликт (он сам себя считает дееспособным, а вице-президент и представители департаментов — нет), кризис разрешает Конгресс 2/3 голосов обеих палат (раздел 4).

## Реализация положений 1967 года
Принятие двадцать пятой поправки позволило в 1973 году Джеральду Форду стать вице-президентом после добровольной отставки Спиро Агню. Кандидатура нового вице-президента была внесена в сенат президентом Ричардом Никсоном и утверждена. Через год, после добровольной отставки самого Никсона (под угрозой импичмента после Уотергейтского скандала) Джеральд Форд стал президентом США — первым и до сих пор единственным, не избранным на эту должность всеобщим голосованием ни как президент, ни как вице-президент.
После принятия этой поправки временное исполнение обязанностей президента США вводилось четырежды, каждый раз путём механизма, предусмотренного в пункте 3 поправки (президент перед тем, как пройти некоторую медицинскую процедуру под наркозом, подавал заявление о своей временной недееспособности в Конгресс, а после процедуры подавал обратное заявление):
1. 13 июля 1985 года президенту Рональду Рейгану были удалены раковые полипы из прямой кишки; во время операции обязанности президента на протяжении 8 часов исполнял Джордж Буш-старший;
2. 29 июня 2002 года и 21 июля 2007 года президент Джордж Буш-младший проходил колоноскопию при наркозе. Оба раза обязанности президента исполнял Дик Чейни, каждый раз на протяжении около двух часов.
3. 19 ноября 2021 года президент Джо Байден отправился в медицинский центр Уолтера Рида в Вашингтоне на плановый медицинский осмотр. Байден передал власть вице-президенту Камале Харрис на промежуток времени, пока он будет находиться под наркозом. Таким образом, Харрис стала первой в истории США женщиной, наделённой президентскими полномочиями[1][2][3][4].

## Список исполняющих обязанностей Президента США
| И.о. Президента          | И.о. Президента                | Период                       | Президент            | Партия                 |
| ------------------------ | ------------------------------ | ---------------------------- | -------------------- | ---------------------- |
|                          | Джордж Буш – старший 1924–2018 | 13 июля 1985 11:28 – 19:22   | Рональд Рейган       | Республиканская партия |
|                          | Дик Чейни род. 1941            | 29 июня 2002 7:09 – 9:24     | Джордж Буш – младший | Республиканская партия |
| 21 июля 2007 7:16 – 9:21 | Дик Чейни род. 1941            |                              | Джордж Буш – младший | Республиканская партия |
|                          | Камала Харрис род. 1964        | 19 ноября 2021 10:10 – 11:35 | Джо Байден           | Демократическая партия |